# Unnur Steinsson
Unnur Steinsson, née le 27 avril 1963, est une mannequin islandaise, élue miss Islande en 1983. Elle est arrivée troisième au concours de Miss Monde la même année. Elle est élue Miss Europe en 1983.
Elle est également connue pour être la mère d'Unnur Birna Vilhjálmsdóttir, gagnante du même concours Miss Monde en 2005.